# Скотт Карпентер
Скотт Малькольм Карпентер (англ. Malcolm Scott Carpenter; 1 травня 1925, Болдер, штат Колорадо — 10 жовтня 2013, Денвер, штат Колорадо) — американський астронавт, учасник програми «Меркурій, дослідник океану; військовик ВМФ США, льотчик-випробувач, учасник війни в Кореї.

## Біографія

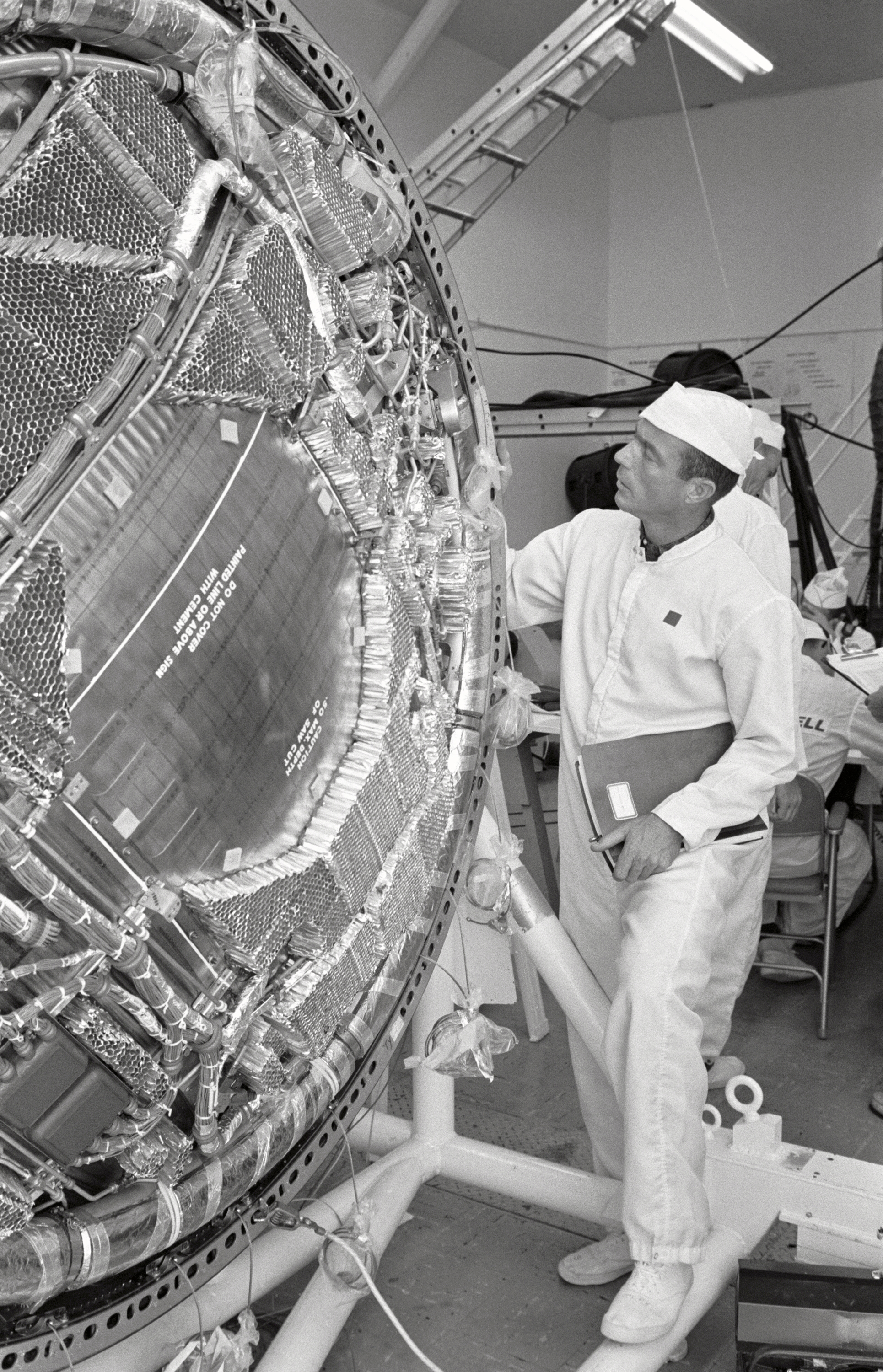
Карпентер оглядає стільниковий матеріал, який підтримуватиме захисний тепловий екран його космічного апарата Аврора 7 у 1962 році.

Батьки Скотта розлучилися, коли йому було три роки. Його мати хворіла на туберкульоз, тож Скотт ріс у сім'ї друзів його батьків.
Скотт Карпентер навчався в університеті Колорадо з 1945 по 1949 роки, де він отримав ступінь бакалавра з аеронавтики. У 1949 році Карпентер почав службу в морській авіації США, де навчався льотній справі. У 1951 році Карпетер став пілотом морської авіації. Під час війни в Кореї, Карпентер супроводжував військові кораблі, а також виконував розвідувальні польоти над Жовтим морем, Південно-Китайським морем і над протокою Формоза. Після війни в Кореї, Карпентер навчався в школі льотчиків-випробувачів морської авіації. З 1954 року він служив льотчиком випробувачем.
У 1959 році Скотт Карпентер був відібраний в першу сімку американських астронавтів. У 1962 році Карпентер був дублером Джона Гленна, який у лютого 1962 року здійснив перший американський орбітальний космічний політ. Спочатку для другого орбітального польоту за програмою «Меркурій» був обраний Дональд Слейтон. Однак у нього виявилися проблеми з серцем і замість Слейтона в березні 1962 роки польоту на кораблі «Меркурій-Атлас-7» («Аврора 7») був призначений Скотт Карпентер.
Політ Карпентера на кораблі «Меркурій-Атлас-7» відбувся 24 травня 1962 року. Власне космічний корабель називався «Аврора 7», він був виведений на орбіту ракетою-носієм «Атлас». Корабель зробив три витки навколо Землі і приводнився в Атлантичному океані приблизно в 1000 миль на південний схід від мису Канаверал. Політ тривав 4:00 56 хвилин 5 секунд. Місце приводнення знаходилося на відстані 400 км від розрахункової точки приводнення. Карпентеру довелося протягом декількох годин чекати прибуття рятувальників.
У NASA були не дуже задоволені тим, як Карпентер провів політ, і він був відсторонений від підготовки до наступних космічних польотів. Надалі Карпентер брав участь у розробці місячного модуля за програмою «Аполлон».
У 1965 році Карпентер брав участь у підводних експериментах військово-морського флоту США. У серпні 1965 року Карпентер провів 30 днів в підводній лабораторії на глибині 60 метрів. Перебуваючи під водою, Карпентер брав участь у телефонній розмові з астронавтами Гордоном Купером і Чарльзом Конрадом, які в цей час перебували в космосі на кораблі «Джеміні V».
Повернувшись у NASA, Карпентер проводив тренування астронавтів під водою, для підготовки до виходів у відкритий космос. У серпня 1967 року Карпентер остаточно покинув NASA і повернувся в морський флот, де продовжив займатися експериментами під водою. У 1969 Карпентер звільнився з військової служби.
Карпентер заснував фірму Sear Sciences, яка займалася проблемами використання морських ресурсів. Карпентер співпрацював з відомим французьким дослідником моря Жак-Ів Кусто. Скотт Карпентер занурювався в усі океанах, в тому числі і під льодом у Північному Льодовитому океані.
Карпентер написав два романи і автобіографію. Він був тричі одружений і мав сімох дітей. Помер на 89 році життя 10 жовтня 2013 року після інсульту.